# Gymnopis
Gymnopis là một chi động vật lưỡng cư trong họ Caeciliidae, thuộc bộ Gymnophiona. Chi này có 2 loài và không bị đe dọa tuyệt chủng.